# Aux yeux du monde
Pour plus de détails, voir Fiche technique et Distribution.
Aux yeux du monde est un film français de 1991, réalisé par Éric Rochant avec Charlotte Gainsbourg, Yvan Attal, Kristin Scott Thomas.

## Synopsis
Bruno, un jeune homme de 22 ans, veut prouver au monde qu'il existe. Il détourne ainsi un car scolaire pour rejoindre sa petite amie qui habite à des centaines de kilomètres de chez lui. Inoffensif, il n'en court pas moins le risque de devenir dangereux. C'est un coup de bluff romantique qui peut lui être fatal.

## Fiche technique
- Titre : Aux yeux du monde
- Réalisation : Éric Rochant
- Scénario : Éric Rochant
- Photographie : Pierre Novion
- Musique : Gérard Torikian
- Décors : Thierry François
- Production : Alain Rocca
- Distribution : Pan-Européenne
- Pays d'origine :  France
- Format : couleurs
- Durée : 95 minutes
- Date de sortie à Paris : 3 avril 1991

## Distribution
- Yvan Attal : Bruno
- Kristin Scott Thomas : L'institutrice
- Charlotte Gainsbourg : Juliette
- Marc Berman : Le chauffeur
- Renan Mazéas : Le frère de Bruno
- Aline Still : La directrice
- Michèle Foucher : La mère de Juliette
- Pierre Zimmer : Le procureur
- Vincent Winterhalter : Le client

## Autour du film
- Le film est inspiré d'une histoire vraie : en janvier 1982, Philippe, un jeune homme de 16 ans demeurant dans l'Aisne, lycéen au lycée technique de Soissons, a détourné un car scolaire pour rejoindre une jeune fille demeurant à Veldhoven aux Pays-Bas, avec laquelle il avait dansé au bal du 14 juillet et dont il était tombé amoureux[1].

- L'histoire vraie dont est inspirée le film a fait l'objet d'une adaptation télévisée en 1984. Le téléfilm intitulé "Le Vent du Nord", réalisé par Alain Dhénaut, avec Lucas Belvaux dans le rôle du lycéen et Georges Géret dans le rôle du conducteur du car, fut diffusé sur Antenne 2 le dimanche 8 juillet 1984 à partir de 21h 40[2].